# Культурне глушіння
Культу́рне глуші́ння (англ. Culture jamming) або культура перешкод — це тактика, яку  використовують різні громадські рухи, що прагнуть підірвати та знищити основні механізми масової культури та реклами, введені великими корпораціями. Цими культурними актами прихильники глушіння сподіваються вплинути на поведінку людей, у бік активної політичної позиції. За їхніми словами, ці дії є каталізатором соціальних змін, викликаючи сильні емоції у споживачів.
Термін culture jamming вперше вжив американський гурт «Negativland» під час релізу їхнього альбому 1984 року «JamCon '84». Цей термін походить від поняття радіоглушіння.

## Тактика
Культурне глушіння є формою підриву, який впливає на емоції глядачів та перехожих. Джемери прагнуть порушити несвідомий процес мислення, який відбувається у більшості споживачів при перегляді популярної реклами, і викликати дезорієнтацію. Активісти, що використовують цю тактику, розраховують на те, що їхній мем зачепить емоції людей і викличе якусь реакцію. Реакції, на які сподіваються більшість культурних джемерів, це зміна поведінки та політичні дії. Є чотири емоції, які активісти часто хочуть викликати у глядачів. Ці емоції – шок, сором, страх і гнів – які вважаються каталізаторами соціальних змін.